# Alte Schule (Lochcroistean)

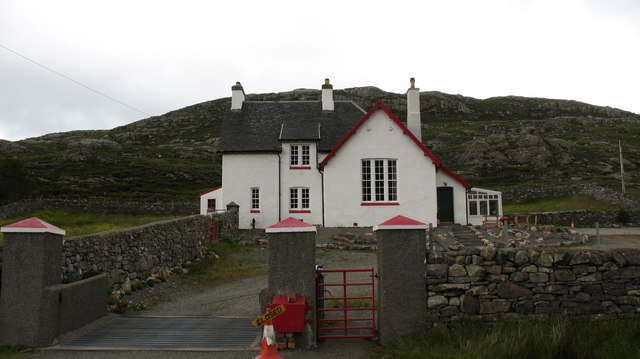
Alte Schule von Lochcroistean

Die Alte Schule von Lochcroistean, heute auch Loch Croistean Centre, ist ein ehemaliges Schulgebäude in der heutigen Wüstung Lochcroistean auf der schottischen Hebrideninsel Lewis, das später als Café und Kulturzentrum genutzt wurde. 1993 wurde das Bauwerk in die schottischen Denkmallisten in der Denkmalkategorie B aufgenommen.

## Geschichte
Das Schulgebäude wurde wenige Jahre nach Verabschiedung des Education Act („Bildungsgesetz“) von 1872, das allen Kindern den Zugang zu schulischer Bildung zusicherte, errichtet. Am 5. Juni 1879 wurde der Schulbetrieb aufgenommen. In den ersten Wochen waren nur wenige Schüler anwesend, was eine Lehrkraft auf das Fehlen von Büchern zurückführte, die schließlich im Juli desselben Jahres eintrafen. 1892 lebten im Einzugsgebiet 51 Kinder im schulfähigen Alter; die Schule bot Platz für 65 Schüler. Zu einem nicht genannten Zeitpunkt nach 1954 wurde der Schulbetrieb eingestellt. Später beheimatete das Gebäude das Kulturzentrum Loch Croistean Centre.

### Leitende Lehrkräfte
- John Smith (Juni 1879–August 1890)
- Maggie Black (Oktober 1890–Mai 1892)
- Matthew McEwan (Mai 1892–Januar 1894)
- Joseph O’Hara (Januar 1894–Oktober 1899)
- D. Angus (Oktober 1899–Februar 1903)
- Norman Macleod (Februar 1903–August 1923)
- Donald Macarthur (August 1923–Juni 1933)
- Kenneth Smith (August 1933–Januar 1936), Enkel des ersten Leiters John Smith
- Norman Macleod (Januar 1936–November 1943)
- Norman Maciver (Januar 1944–Dezember 1953)
- Annabella Matheson (ab 1954)

(Quelle:)

## Beschreibung
Das alte Schulgebäude mit angeschlossener Lehrerwohnung steht abseits der B8011, die in Garynahine von der A858 abzweigt und bis Timsgarry führt. Es handelt sich um das einzige verbleibende Gebäude in der ehemaligen Ortschaft Lochcroistean am Loch Croistean. Ihr Aufbau folgt einem abgeänderten Muster des auch anderenorts auf Lewis genutzten Grundmodells für Schulgebäude. Die Fassaden des asymmetrisch aufgebauten Gebäudes sind mit Harl verputzt. Es sind sowohl einzelne als auch gekuppelte, kleinflächige Sprossenfenster mit hölzernen Fensterpfosten eingesetzt. Markant ist das große Drillingsfenster an der zur Straße hinweisenden Giebelseite des Schulgebäudes. Die Lehrerwohnung ist zweigeschossig ausgeführt und entspricht stilistisch weitgehendem dem Schulgebäude. Sämtliche Dächer sind schiefergedeckt. Eine Feldsteinmauer umfriedet Garten und Hof.